# Ouarzazate
 (mars 2018).
Si vous disposez d'ouvrages ou d'articles de référence ou si vous connaissez des sites web de qualité traitant du thème abordé ici, merci de compléter l'article en donnant les références utiles à sa vérifiabilité et en les liant à la section « Notes et références ».
Ouarzazate (en Tachelhit : ⵡⴰⵔⵣⴰⵣⴰⵜ; en arabe : ورزازات) est une ville et commune — municipalité — de la province de Ouarzazate (Maroc), dont elle est le chef-lieu, dans la région Drâa Tafilalet. La ville est surnommée « la Porte du désert ».

## Géographie
Située à 1 150 mètres d'altitude, à la confluence des oueds Dadès et Imini formant le Drâa, elle est le principal centre urbain de la vallée de ce fleuve.
La ville se situe sur le piémont sud du Haut-Atlas central, dominée à l'ouest par le massif du Toubkal et au nord-est par celui du M'goun, culminant tous deux à plus de 4000 m. Elle est au carrefour des voies la reliant au nord-ouest à Marrakech par les cols du Haut-Atlas dont le Tizi n'Tichka; à l'est au Tafilalet; au sud à la moyenne vallée du Drâa, et au delà au désert saharien; et enfin à l'ouest vers la vallée du Souss et la cote atlantique, en contournant le massif du djebel Siroua.
L’agglomération du Grand-Ouarzazate se prolonge du côté Sud de l’oued par le village de Tabount — parfois appelé « Ouarzazate-Sud » — qui fait partie, comme la kasbah de Tifoultoute, de la commune rurale de Tarmigt.

### Climat
Ouarzazate bénéficie d'un climat désertique chaud (Classification de Köppen BWh) avec influence continentale. Le climat y est pré-saharien, mais avec des nuances montagnardes étant donné l'altitude. Ainsi, le climat n'y est pas aussi sec et aussi chaud que le climat saharien typique. Ouarzazate reçoit environ 112 mm de précipitations, dont la majorité tombe en automne et en hiver. En été, les températures moyennes maximales sont autour 37 °C en plein été. En revanche, les hivers sont assez froids, surtout la nuit. Les températures peuvent facilement descendre en dessous de zéro entre décembre et février, à cause de la proximité conjointe de la côte atlantique et du Haut Atlas.
| Mois                              | jan. | fév. | mars | avril | mai  | juin | jui. | août | sep. | oct. | nov. | déc. | année |
| --------------------------------- | ---- | ---- | ---- | ----- | ---- | ---- | ---- | ---- | ---- | ---- | ---- | ---- | ----- |
| Température minimale moyenne (°C) | 1,9  | 4,5  | 7,4  | 10    | 13,8 | 17,7 | 21,3 | 20,7 | 17,1 | 12,3 | 6,9  | 2,4  | 11,3  |
| Température moyenne (°C)          | 9,3  | 11,9 | 14,8 | 17,6  | 21,7 | 25,9 | 29,5 | 28,8 | 24,6 | 19,4 | 13,7 | 9,5  | 19,6  |
| Température maximale moyenne (°C) | 16,6 | 19,3 | 22,2 | 25,1  | 29,6 | 34,1 | 37,8 | 37   | 32,2 | 26,5 | 20,4 | 16,7 | 26,5  |
| Précipitations (mm)               | 13   | 13,1 | 7,4  | 7,4   | 7    | 2,1  | 1,4  | 5,1  | 13,3 | 13,4 | 19,3 | 9,7  | 112,2 |

### Population
La grande majorité de la population est d'origine Chleuh rurale des contrées environnantes, comme en témoignent les langues vernaculaires utilisées, 92,7 % de berbérophones en 2014. La ville de Ouarzazate est à la frontière linguistique entre zones parlant le Tachelhit : 92,7 % parlant Tachelhit. Seulement 10 % de la population ne parle pas l'arabe darija.
Le taux de scolarisation des enfants de 7 à 12 ans est de 98,6 %, ce qui n'a pas été le cas dans les générations plus âgées puisque 16,8 % de la population n'est pas alphabétisée, selon le recensement de 2014[réf. nécessaire].

## Histoire

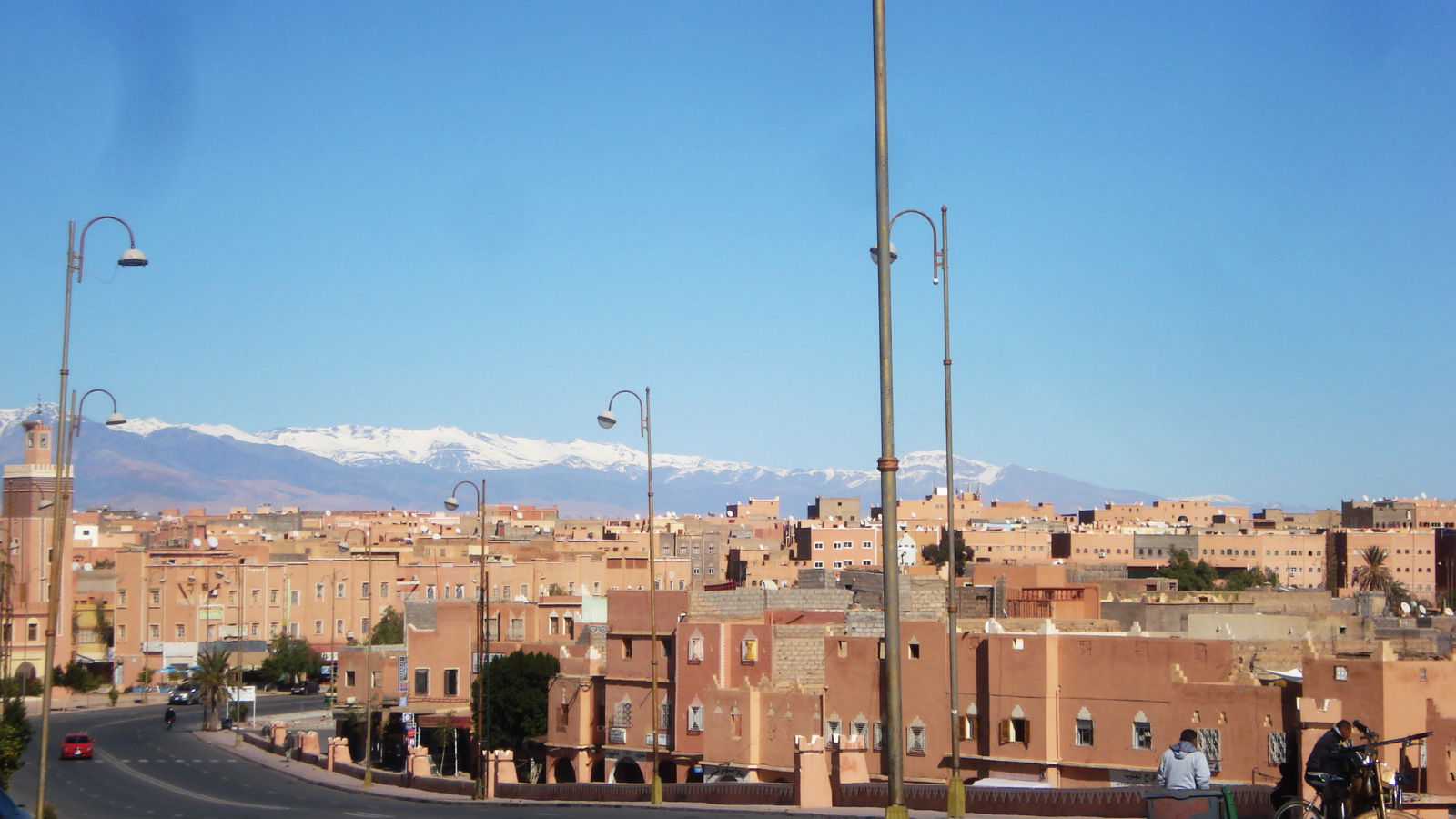
Ville de Ouarzazate.

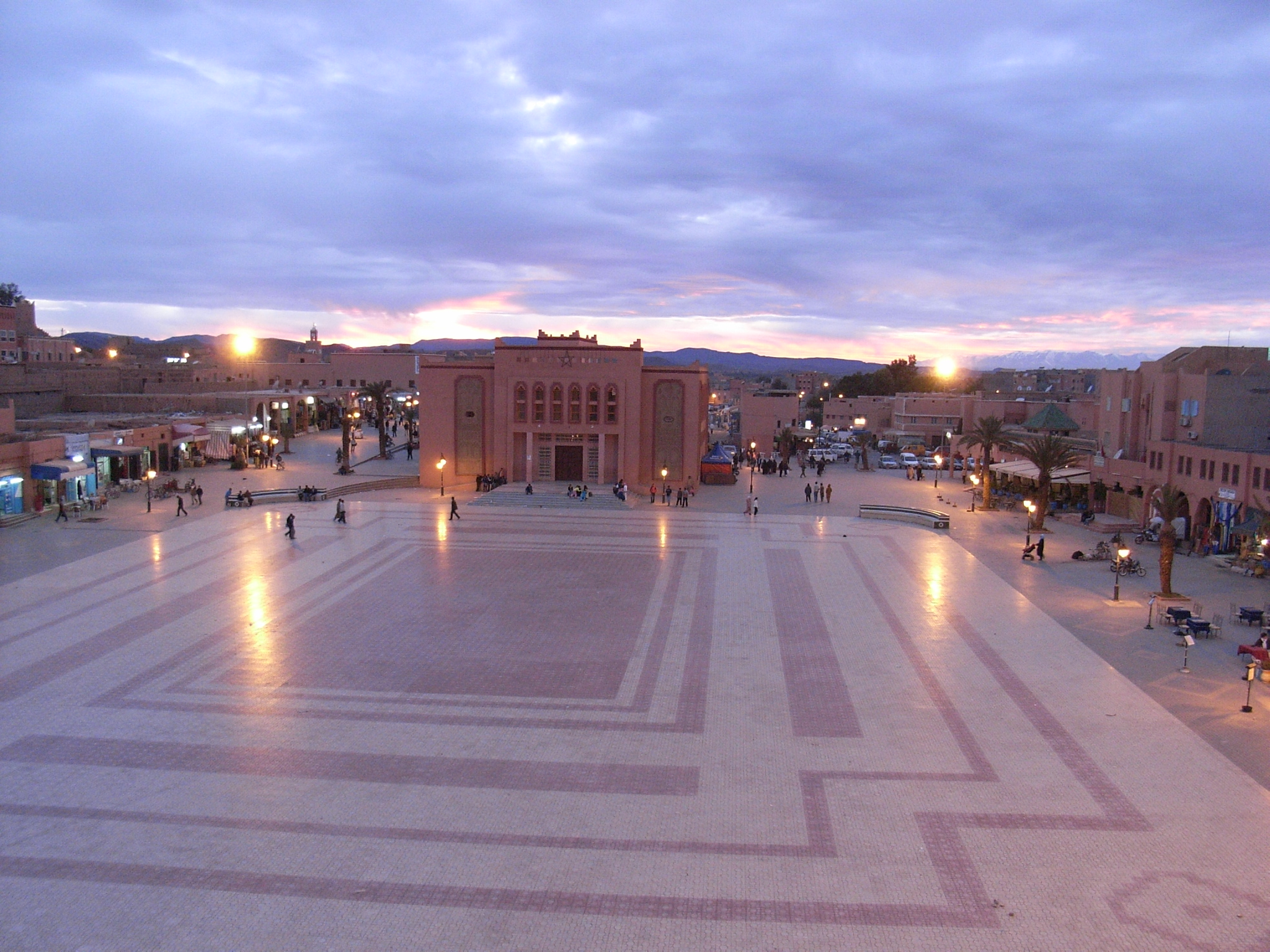
Place des Almohades.

Le site de la ville de Ouarzazate garde des traces d'une occupation humaine dès la préhistoire. En effet des outils de pierre taillée datant du paléolithique, de type hachereaux de l'Acheuléen marocain y ont été découverts.
Les Chleuh sont les habitants majoritaires de cette région, ainsi que des juifs et des haratines descendants des premières populations mêlées ultérieurement à des esclaves sub-sahariens.
La région de Ouarzazate a été longtemps un lieu de passage entre les royaumes sub-sahariens et les anciennes villes marocaines de Marrakech et Aghmat, via les cités de la vallée du Drâa ou Sijilmassa. La première mention du nom de "Ouarzazat" se trouve dans "La description de l'Afrique septentrionale" d'Al-Bakri au XIe siècle, dans sa description de l'itinéraire de Sijilmassa vers Aghmat.
Au Moyen Âge, la région a été islamisée par Oqba Ibn Nafia, en 681 (an 62 de l'hégire). À partir du milieu du VIIIe siècle, l'extension de la révolte kharijite et l'apparition des Idrissides au Maroc (opposants à l'autorité des khalifats de Damas) poussèrent à la fondation de Sijilmassa dans le Tafilelt. Ce qui entraîna la décadence des anciennes villes de Todgha et de Ziz en faveur de la Province de Ouarzazate.
Dès la seconde moitié du XIIIe siècle, les Arabes Maâquils se sont infiltrés dans toutes les provinces du Sud Marocain à l'exception des zones montagneuses.
À l'époque saâdienne, la région revit encore et connut un essor économique et culturel favorisé par le développement de fructueux échanges commerciaux transsahariens surtout après l'expédition organisée par le Sultan El Mansour vers Tombouctou. Ce commerce passe par les cités de la vallée du Draa et l'oasis de Ouarzazate est un lieu de passage vers les cols de l'Atlas et Marrakech. Il n'existe alors pas encore de ville à Ouarzazate. Mais après la disparition d'El Mansour, le littoral atlantique devient la zone d’échanges privilégiée au détriment de la région de Ouarzazate qui connait une période de déclin.
Au XIXe siècle, après une période troublée, la région passe sous l'autorité des caïds glaouis de Telouet, nommés par les sultans alaouites. En 1884, Charles de Foucauld décrit l'oasis de Ouarzazate, qui comporte les Kasbahs de Tifoultout, Taourirt et Tamasla; ainsi qu'une douzaine de ksour dont Tamassint, Fedragoum, Tagheramt, Tassouma't, Zaouiat Sidi Othmane, Tabounte et Tazroute. Il n'y a alors qu'un seul souk à Zaouia Sidi Othmane, mais pas encore de vrai ville. Les juifs sont alors assez nombreux avec huit mellahs répartis dans les ksour de l'oasis. En 1893 le sultan Moulay Hassan entreprend depuis Fès une expédition vers le Tafilalet berceau de sa dynastie et le sud de l'Atlas pour affirmer son autorité. Il traverse au retour l'oasis de Ouarzazate et, selon le récit de son médecin, l'expédition ne longe que le ksar de Taourirt et les ruines d'une kasbah sur un mamelon à l'emplacement où sera construite Ouarzazate trente ans plus tard. Il fait étape dans la kasbah de Tifoultout.
Avec l'arrivée des troupes coloniales dans la région, une ville de garnison est fondée en 1928, Ouarzazate devient le centre administratif de la région du Drâa. Un terrain d'aviation, amorce de l'aéroport de Ouarzazate, est aménagé en 1926. Une route la relie à Marrakech en 1928 via le col du Tizi n'Tichka.
La construction du barrage El Mansour Eddahbi, entre 1972 et 1979, donne un nouveau souffle à l'économie de la région notamment dans le domaine de l'agriculture ; la retenue permet l'irrigation de la vallée du Drâa et une partie de l’alimentation en eau potable de Ouarzazate.

## Démographie
Selon les recensements :
- de 1994 à 2004, la population de Ouarzazate est passée de 39 203 à 56 616, respectivement répartis entre 6 012 et 10 767 ménages[13] ;
- en 2014, elle comprenait 71 067 habitants[1].
- La population est assez jeune avec 29,3 % de la population âgée de moins de 15 ans. Cependant la natalité a nettement diminué avec un indice de fécondité de 2,5 en 2014 à Ouarzazate contre 5,9 en 1975 sur l'ensemble du Maroc

## Économie
La ville de Ouarzazate connaît un essor sur les plans touristique et cinématographique. Ouarzazate possède un aéroport international et est accessible par la route depuis Marrakech (4 heures en car, 3 heures 30 en taxi) via le Tizi n'Tichka.
Le tourisme joue un rôle majeur avec plus de 400 000 nuitées hôtelière en 2014.
Le projet de la centrale solaire Noor a créé une nouvelle dynamique économique pour la ville en drainant d'importants investissements d'ici 2020.

## Sites et monuments
- La kasbah de Taourirt (Tighremt n Tawrirt en Tachelhit; Tifinagh : ⵜⵉⵖⵔⵎⵜ ⵏ ⵜⴰⵡⵔⵉⵔⵜ), symbole de la ville, elle est un patrimoine national. Jouxtant la médina, elle aurait été bâtie vers le milieu du XVIIIe siècle et a appartenu au Glaoui. Elle est représentée sur les nouveaux billets de 50 dirhams.

### Activités cinématographiques
Elle est l'un des sites marocains les plus prisés par les réalisateurs venus du monde entier. Outre les paysages, l'un des atouts cinématographiques de ce lieu est la qualité de la lumière, avec un soleil brillant en moyenne 300 jours par an. Dans les années 1960, Ouarzazate commence à devenir un lieu de tournage très prisé des réalisateurs de péplums et assoit sa popularité avec la réalisation de Lawrence d'Arabie en 1962, tourné notamment sur le site d'Aït-ben-Haddou, petit village proche de Ouarzazate ayant par la suite été inscrit au patrimoine de l'humanité. Les décors des films sont réutilisés, laissés à l'abandon ou valorisés comme patrimoine touristique.
Ouarzazate abrite les studios de l'Atlas Corporation (créés en 1983) et un musée du cinéma, où sont exposées des reliques de décors et costumes ayant servi pour des films tournés à Ouarzazate, dont ceux de Kingdom of Heaven ou Kundun. En 2005, le roi Mohammed VI inaugure CLA Studios. La ville compte également depuis 2006 une école qui forme 500 élèves techniciens et une faculté qui donne des cours de comptabilité et de logistique. Le Maroc permet une réduction de 20 % d'impôts sur les tournages. Co-produire avec un opérateur marocain permet par ailleurs d'annuler la TVA sur les biens et les services. En 2007, un musée du cinéma y a ouvert, avec la prison du film Gladiator.
Liste de films, séries télévisées ou téléfilms tournés partiellement ou entièrement à Ouarzazate, (les films sont listés par ordre chronologique, les années faisant référence à leur date de sortie) :
- Ali Baba et les quarante voleurs (1954)
- L'homme qui en savait trop (1956)
- Lawrence d'Arabie (1962)
- Sodome et Gomorrhe (1962)
- Cent mille dollars au soleil (1964)
- Œdipe roi (1967)
- Patton (1970)
- L'Homme qui voulut être roi (1975)
- Banzaï (1983)
- Le Vol du sphinx (1984)
- Harem (1985)
- Le Diamant du Nil (1985)
- Tuer n'est pas jouer (1987)
- La Dernière Tentation du Christ (1988)
- Un thé au Sahara (1990)
- Kundun (1997)
- Légionnaire (1998)
- La Momie (1999)
- Gladiator (2000)
- Le Retour de la momie (2001)
- La Chute du faucon noir (2001)
- Kandahar (2001)
- Spy Game, jeu d'espions (2001)
- Le Boulet (2002)
- Astérix & Obélix : Mission Cléopâtre (2002)
- Ce dont rêvent les filles (2003)
- Alexandre (2004)
- Kingdom of Heaven (2005)
- Babel (2006)
- Indigènes (2006)
- La colline a des yeux (2006)
- La colline a des yeux 2 (2007)
- Ali Baba et les Quarante Voleurs (2007)
- Mensonges d'État (2008)
- Prince of Persia : Les Sables du Temps (2010)
- Les Chemins de la liberté (2010)
- Des saumons dans le désert (2012)
- Saison 3 de Game of Thrones (2012)
- La Bible (2013)
- La Fille du désert (2014)
- Hercule (2014)
- Queen of the Desert (2015)
- Les Nouvelles Aventures d'Aladin (2015)
- A Hologram for the King (2016)
- Batman v Superman : L'Aube de la justice (2016)
- la série de films Le Transporteur

- Gladiator 2 (2023)

### «Ciné-tourisme»

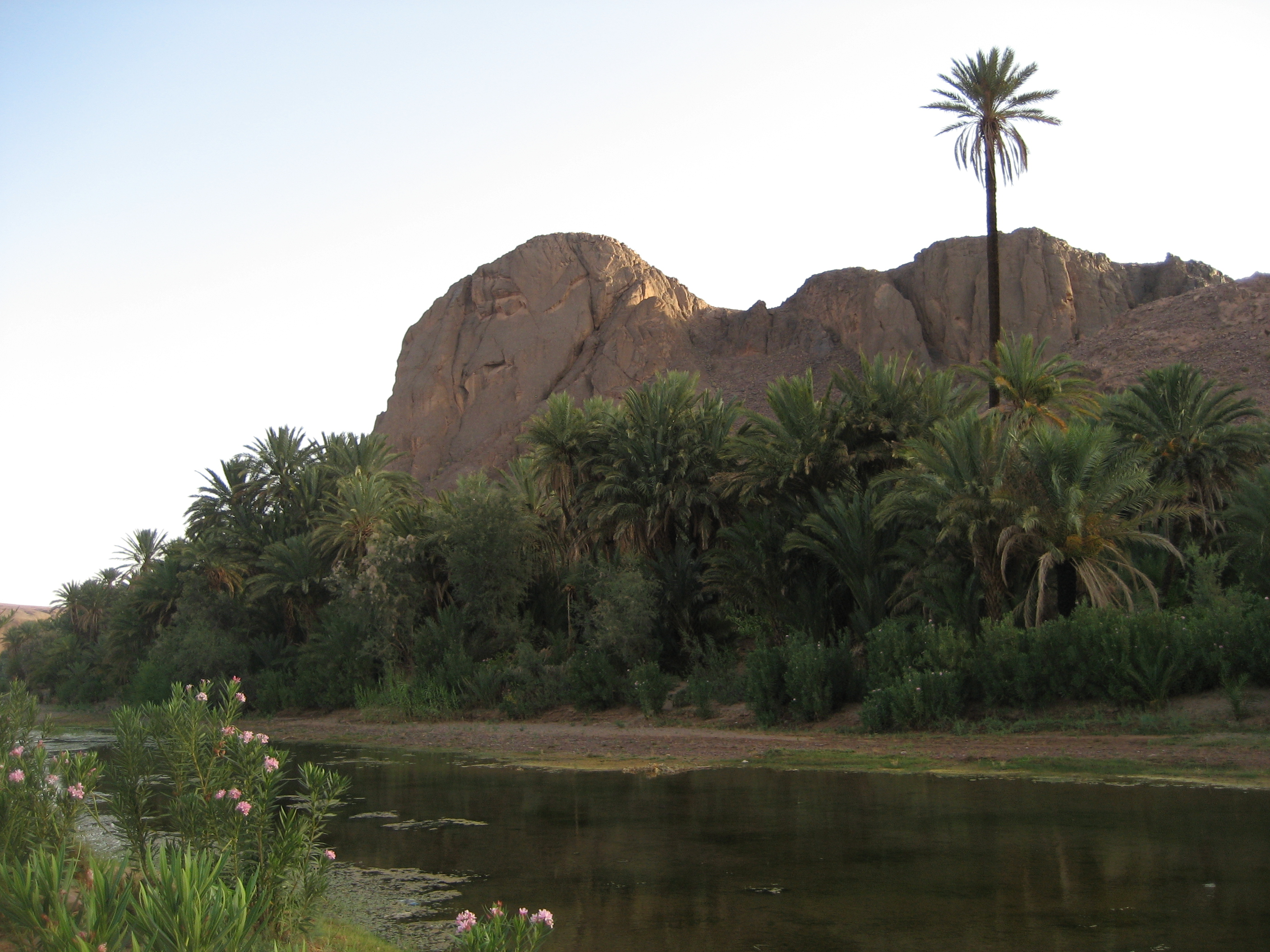
Oasis du Fint.

L'impact mondial du cinéma permet une forme de tourisme spécifique lié à cette activité à la fois économique et artistique. Les sites géographiques associés à des productions ciné-culturelles ont ainsi un potentiel touristique qu'Ouarzazate essaie de mettre en valeur, sur plusieurs sites du Grand Ouarzazate : Ouarzazate mais aussi Aït-Ben-Haddou, Fint et Skoura. Ce type de tourisme permet en outre d'apporter des solutions aux périodes de chômage des figurants, artisans et techniciens locaux au travers d'animations liées aux films tournés dans la région.
On peut voir une reconstitution en pisé de la maison natale du 14e dalaï-lama sur le flanc d'une montagne de Ouarzazate, là où se trouve l'un des plus importants ateliers cinématographiques occidentaux : il s'agit d'un des décors du film Kundun (1997), tourné par Martin Scorsese.

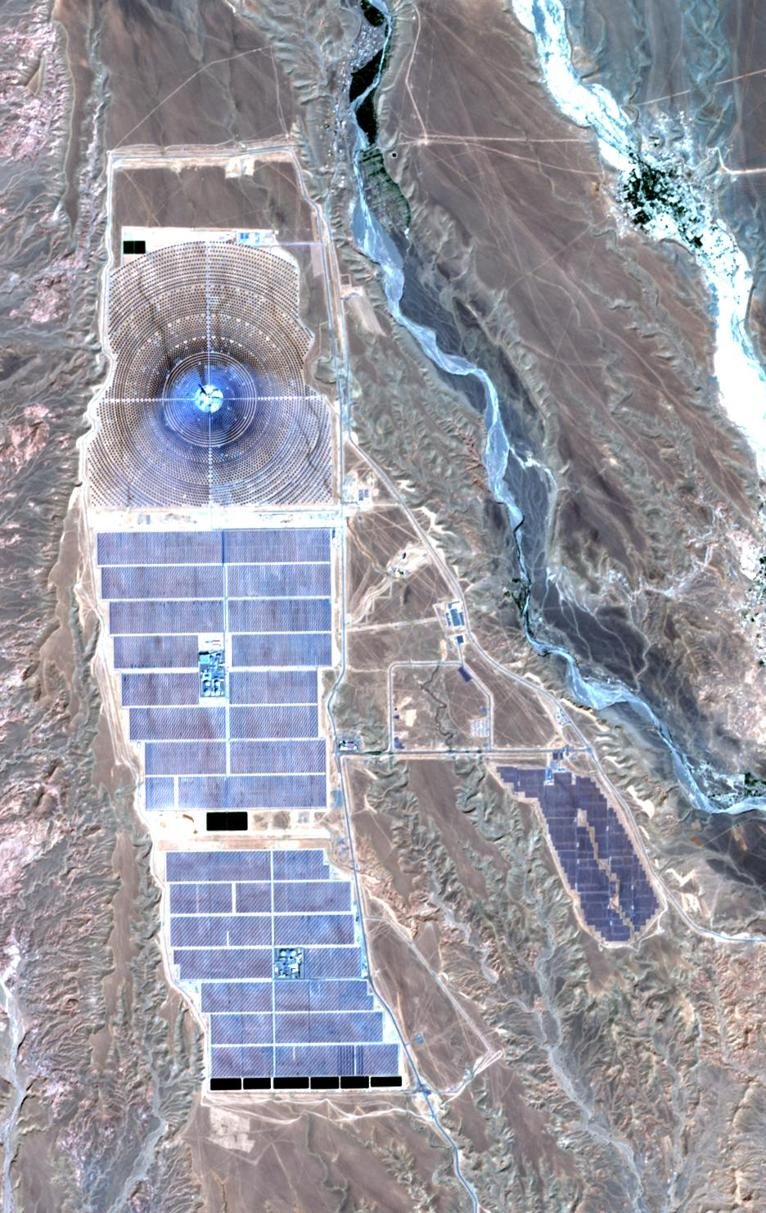

### Centrale solaire Noor
Dans le cadre du plan solaire marocain, l’Agence marocaine de l'énergie solaire (MASEN) est le maître d'ouvrage pour la construction, près de Ouarzazate, d'une centrale solaire thermodynamique, dont le premier volet, Noor Ouarzazate I de 160 MW est entré en service en février 2016. Celle-ci, première centrale de ce futur complexe solaire, a été inaugurée le 4 février 2016 par le roi [Mohammed VI]. Il a aussi lancé le début des travaux de la deuxième phase du projet, Noor Ouarzazate II, lors de cette inauguration. Le consortium adjudicataire a été désigné en septembre 2012, après un appel d'offres international. Il est constitué des entreprises ACWA (Arabie Saoudite), Aries Ingenieria y Sistema (Espagne), TSK (Espagne) qui ont commencé la construction. Pour la seconde étape (Noor Ouarzazate II et Noor Ouarzazate III), un nouvel appel d'offres a été lancé et des entreprises ont été pré-qualifiées pour la finale. La troisième phase (Noor IV) a aussi fait l'objet d'un appel d'offres international et utilise la technologie photovoltaïque.

## Jumelage
- Maubeuge (France)
- Bédarieux (France)
- Bruxelles (Belgique) [réf. nécessaire]
- Casablanca (Maroc) [réf. nécessaire]
- Il existe aussi un projet de jumelage avec Hollywood aux États-Unis[23].

## Personnalités liées à la ville
- Lalla Messaouda, mère du Sultan Ahmed al-Mansour ;
- Thami El Glaoui, pacha de Marrakech ;
- Mohamed Rochdi Chraïbi, directeur du Cabinet Royal ;
- Touria Alaoui, actrice ;
- Dounia Boutazout, actrice ;
- Adib Alkhalidey, humoriste et artiste établi au Québec ;
- Romain Saïss, footballeur professionnel international ;
- Younes Taha, footballeur professionnel ;
- Ayoub El Amloud, footballeur professionnel.
- Siham Ouchtou, journaliste